# Tetramorium caespitum
Espèce
Tetramorium caespitum est une espèce de fourmis qui s'adapte à de nombreux milieux et conditions. C'est une espèce très prolifique et monogyne dont les colonies sont indépendantes de la colonie " mère ".
Les reines mesurent 6 mm, les ouvrières ne dépassent pas 3 mm. Ces fourmis se mettent en diapause sous 10 °C pendant trois à quatre mois, où la colonie fonctionne au ralenti.